# Diphyus fulvocaudatus
Diphyus fulvocaudatus là một loài tò vò trong họ Ichneumonidae.